# Hyponephele lupinulus
Hyponephele lupinulus är en fjärilsart som beskrevs av Turati 1930. Hyponephele lupinulus ingår i släktet Hyponephele och familjen praktfjärilar. Inga underarter finns listade i Catalogue of Life.